# Saison 1 de Star Trek: Deep Space Nine
Chronologie
Saison 7 de Star Trek : La Nouvelle Génération Saison 2
Cet article présente le guide de la première saison de la série télévisée Star Trek: Deep Space Nine.

## Épisodes

### Épisode 1 et 2:L'Émissaire
- États-Unis : 3 janvier 1993 en syndication
- France : 27 octobre 1998 sur Jimmy

- Patrick Stewart (Capitaine Jean-Luc Picard)
- Camille Saviola (Kai Opaka)
- Felecia M. Bell (Jennifer Sisko)
- Marc Alaimo (Gul Dukat)
- Joel Swetow (Gul Jasad)
- Aron Eisenberg (Nog)
- Max Grodénchik (Rom)

### Épisode 3:Prologue
- États-Unis : 10 janvier 1993 en syndication
- France : 3 novembre 1998 sur Jimmy

- Jeffrey Nordling (Tahna Los)
- Andrew Robinson (Elim Garak)
- Vaughn Armstrong (Gul Danar)
- Susan Bay (Contre-Amiral Rollman)
- Barbara March (Lursa Duras)
- Gwynyth Walsh (B'Etor Duras)

- Première apparition de Garak dans la série. Le personnage ne devait faire que cette seule apparition, mais la performance d'Andrew Robinson fit une telle impression que Garak prit par la suite une grande importance dans la série.

### Épisode 4:Un homme seul
- États-Unis : 17 janvier 1993 en syndication
- France : 10 novembre 1998 sur Jimmy

- Rosalind Chao (Keiko O'Brien)
- Edward Albert (Zayra)
- Max Grodénchik (Rom)
- Aron Eisenberg (Nog)
- Stephen James Carver (Ibudan)

- Première apparition de Morn, pilier du bar de Quark, et de Keiko O'Brien.

### Épisode 5:Babel
- États-Unis : 24 janvier 1993 en syndication
- France : 17 novembre 1998 sur Jimmy

- Jack Kehler (Capitaine Jaheel)
- Matthew Faison (Dr Surmak Ren)
- Ann Gillespie (Infirmière Jabara)
- Geraldine Farrell (Galis Blin)
- Bo Zenga (Asoth)

### Épisode 6:La Poursuite
- États-Unis : 31 janvier 1993

- Scott MacDonald (Tosk)
- Gerrit Graham (Chefs des chasseurs)
- Kelly Curtis (Mlle Sarda)

### Épisode 7:Moins Q
- États-Unis : 7 février 1993

- Jennifer Hetrick (Viriad)
- John de Lancie (Q)
- Laura Cameron (Femme Bajoranne)
- Tom McCleister (Kolos)
- Van Epperson (Employé Bajoran)

### Épisode 8:Dax
- États-Unis : 14 février 1993

- Gregory Itzin (Ilon Tandro)
- Anne Haney (Juge Els Renora)
- Richard Lineback (Ministre Selin Peers)
- Fionnula Flanagan (Enina Tandro)

### Épisode 9:Le Passager
- États-Unis : 21 février 1993

- Julie Caitlin Brown (Officier Ty Kajada)
- Christopher Collins (Durg)
- James Harper (Rao Vantika)
- James Lashly (Lieutenant George Primmin)

### Épisode 10:Qui perd gagne
- États-Unis : 14 mars 1993

- Joel Brooks (Maître Consul Falow)
- James Lashly (Lieutenant George Primmin)
- Clara Bryant (Chandra)

### Épisode 11:Le Grand Nagus
- États-Unis : 21 mars 1993

- Lou Wagner (Krax)
- Wallace Shawn (Grand Nagus Zek)
- Barry Gordon (Nava)
- Lee Arenberg (Gral)
- Tiny Ron (Maihar'Du)

### Épisode 12:Tourbillons
- États-Unis : 18 avril 1993

- Cliff DeYoung (Croden)
- Randy Oglesby (en) (Ah-Kel/Ro-Kel)
- Gordon Clapp (Gouverneur Hadron)
- Kathleen Garrett (Capitaine vulcain)
- Leslie Kendall (Yareth)

### Épisode 13:Derrière les lignes ennemies
- États-Unis : 25 avril 1993

- Camille Saviola (Kai Opaka)
- Paul Collins (Zlangco)
- Jonathan Banks (Shel-La)
- Majel Barrett (Voix de l'ordinateur)

### Épisode 14:Le Conteur
- États-Unis : 2 mai 1993

- Jim Jansen (Magistrat Faren Kag)
- Gina Philips (Varis Sul)
- Joran Lund (Woban)
- Kay E. Kuter (Le Sirah)
- Amy Benedict (Femme)
- Lawrence Monoson (Hovath)

### Épisode 15:Progrès
- États-Unis : 9 mai 1993

- Brian Keith (Mullibok)
- Michael Bofshever (Ministre Toran)
- Terrence Evans (Baltrim)
- Annie O'Donnell (Keena)
- Nicholas Worth (Capitaine Lissepien)
- Daniel Riordan (Adjoint de Sécurité Bajoran)

### Épisode 16:Avec des «si»...
- États-Unis : 16 mai 1993

- Michael J. Anderson (Rumpelstiltskin)
- Hana Hatae (Molly O'Brien)
- Keone Young (Buck Bokai)

### Épisode 17:Abandon
- États-Unis : 23 mai 1993

- Majel Barrett (Lwaxana Troi)
- Constance Towers (Ambassadeur Taxco)
- Michael Ensign (Ambassadeur Lojal)
- Jack Shearer (Ambassadeur Vadosia)
- Benita Andre (Anara)

### Épisode 18:Dramatis Personae
- États-Unis : 30 mai 1993

- Tom Towles (Klingon)
- Stephen Parr (Valerian)
- Randy Pflug (Lieutenant Jones)
- Jeff Pruitt (Enseigne bajoran)

### Épisode 19:Duel
- États-Unis : 13 juin 1993

- Marc Alaimo (Gul Dukat)
- Harris Yulin (Marritza)
- Ted Sorel (Kaval)
- Tony Rizzoli (Kainon)
- Robin Christopher (Neela)
- Norman Large (Capitaine Viterian)

- Dans cet épisode, l'absence de pouvoir juridique sur la station est patent.
- On apprend par ailleurs que ça ne poserait pas de problème à la Fédération d'extrader un prisonnier poursuivies pour des charges punissables par la peine de mort.

### Épisode 20:Entre les mains des prophètes
- États-Unis : 20 juin 1993

- Rosalind Chao (Keiko O'Brien)
- Philip Anglim (Vedek Bareil Antos)
- Louise Fletcher (Vedek Winn Adami)
- Robin Christopher (Neela)
- Michael Eugene Fairman (Vendeur)